# Aitrach
Aitrach è un comune tedesco di 2 866 abitanti situato nel land del Baden-Württemberg.